# Yukarıdoluca
Yukarıdoluca (kurd. Yukarı Xarik) ist ein Dorf im Landkreis Nazımiye der türkischen Provinz Tunceli. Yukarıdoluca („Oberes Doluca“) liegt ca. 10  km südöstlich von Nazımiye und 3 km nördlich von der Schwestersiedlung Aşağıdoluca („Unteres Doluca“). Der frühere Name Yukarıdolucas lautete Yukarı Harik.
Yukarıdoluca gehört zum Bucak Dallıbahçe. Im Jahre 2011 lebten in Yukarıdoluca 139 Menschen. Anfang der 1990er Jahre wohnten hier 447 Menschen.